# Xiao Qiang
Xiao Qiang (Chinees: 蕭強 / 萧强, Hanyu pinyin: Xiāo Qiáng) (19 november 1961) is een Chinees hoogleraar, journalist, mediaondernemer en mensenrechtenactivist.
In 2001 ontving hij een MacArthur Fellowship. Hij wordt genoemd in het boek Soul Purpose: 40 People Who Are Changing the World for the Better van Sonia Choquette uit 2003. 

## Studie en voorspreker mensenrechten
Xiao Qiang studeerde theoretische natuurkunde aan de Chinese Universiteit voor Wetenschap en Techniek en begon het Ph.D.-programma in astrofysica aan de Universiteit van Notre Dame (1986-1989) in Indiana in de VS.
Na het Tiananmenprotest van 1989 ging hij zich fulltime bezighouden als mensenrechten-activist.
Van 1991 tot 2002 was hij de uitvoerend directeur van de ngo Human Rights in China in New York en vicevoorzitter van de stuurgroep van de World Movement for Democracy. 
Xiao Qiang  sprak op elke bijeenkomst van de Mensenrechtenraad van de Verenigde Naties in Genève van 1993 tot 2001 en daarnaast verschillende malen voor het Amerikaans Congres. Ook werd hij drie maal gevraagd om te spreken tijdens de serie Tibetan Freedom Concerten, in New York (1997), Washington (1998) en East Troy (1999).

## Hoogleraar
Xiao is hoogleraar aan de Graduate School of Journalism en School of Information die beide deel uitmaken van de Universiteit van Californië - Berkeley. Hier doceert hij Participatieve Media met betrekking tot de Volksrepubliek China. Als hoogleraar gaf hij in meer dan 40 landen les in de bevordering van vrijheid, mensenrechten en democratie binnen de Volksrepubliek China. 
Hij onderzoekt en schrijft over de staatscensuur en propaganda, de opkomst van weblogs als actie van de burgerbeweging en netwerkactivisme op het Chinese internet.
Hij publiceerde meerdere artikelen in de  International Herald Tribune, The Washington Post, The Wall Street Journal, Le Monde, Der Spiegel, Los Angeles Times, South China Morning Post en een aantal andere tijdschriften. Daarnaast is hij anno medio jaren 2000 commentator voor Radio Free Asia.

## Mediaondernemingen
Hij is sinds herfst 2003 oprichter en hoofdredacteur van de China Digital Times, een tweetalig Web 2.0-nieuwswebsite met in het Chinees en Engels. Hiermee doet hij onderzoek hoe hij Web 2.0-technologie kan toepassen, om het nieuws uit China te verzamelen, te begrijpen en in de juiste context te plaatsen. Hij is verder directeur van het China Internet Project.
In 2006 hielp Xiao het forum Open Net Consensus te initiëren, dat het proces startte van de ontwikkeling van wereldwijde principes van vrijheid van meningsuiting en privacy. Hierin werden Google, Microsoft, Yahoo! en andere wereldwijze internetbedrijven betrokken, maar ook verschillende universiteiten, mensenrechtenorganisaties en investeerders. Dit proces leidde tot de lancering van de Global Network Initiative (Electronic Frontier Foundation) in oktober 2008. 